# Miroslav Brzezina
Miroslav Brzezina (* 21. listopadu 1961 Český Těšín) je český matematik a vysokoškolský pedagog, od února 2018 rektor Technické univerzity v Liberci.

## Život
Absolvoval Matematicko-fyzikální fakultu Univerzity Karlovy.
V letech 1990 až 1992 působil v Německu v Erlangenu na Universität Erlangen–Nürnberg a v roce 1993 krátce na Ostravské univerzitě. Od roku 1993 je zaměstnancem Technické univerzity v Liberci.
V letech 2008 až 2015 byl děkanem Fakulty přírodovědně-humanitní a pedagogické, následně zastával funkci proděkana této fakulty. V říjnu 2017 byl zvolen rektorem Technické univerzitě v Liberci, získal 11 hlasů z celkem 21 možných hlasů (protikandidát získal 8 hlasů, 1 senátor se zdržel hlasování a 1 nebyl hlasování přítomen). Na konci ledna 2018 jej do této funkce jmenoval prezident Miloš Zeman, a to s účinností od 1. února 2018. V lednu 2022 jej prezident ČR Miloš Zeman jmenoval rektorem i na další funkční období, a to s účinností od 1. února 2022.
Po odborné stránce jako matematik se zabývá zejména teorií potenciálů. Publikoval několik článků týkajících se konvexity v teorii operátorů a Appellovy transformace některých operátorů.